# Стойленская нива
АПК «Сто́йленская Ни́ва» — компания агропромышленного сектора РФ, специализирующаяся на производстве муки, комбикормов, макаронных изделий, хлебобулочных и мучных кондитерских изделиях. Компания занимает лидирующие позиции по производству муки и хлебобулочных изделий.
По состоянию на 2020 г. состав входит 21 предприятие по переработке зерна и хлебопечению, расположенные в 9 регионах РФ.

## История
В 2000 г. Управляющей компанией «Металлоинвест» и ОАО «Стойленский ГОК» в г. Старый Оскол Белгородской области основана агропромышленная компания.
В 2001 г. был приобретен первый зерноперерабатывающий комбинат по производству муки и комбикормов — ЗАО «Комбинат хлебопродуктов Старооскольский».
2005 г. — компания начинает активное развитие в направлении хлебопечения, приобретая крупные хлебопекарные активы и второе зерноперерабатывающее предприятие — ЗАО «ККХП».
В 2008 г. в состав компании вошли три зерноперерабатывающих комбината и десять хлебозаводов, расположенных в 8 областях РФ.
2012 г. — компания выходит на рынок Волгоградской области, приобретая два хлебозавода и один зерноперерабатывающий комбинат — «Городищенский комбинат хлебопродуктов». В этом году компания переходит под контроль инвестфонда Arco International Group.
На 2018 г. в составе компании находилось три зерноперерабатывающих комбината и 13 хлебозаводов, расположенных в 9 областях РФ.
В 2019 г. был приобретен актив по производству макарон в г. Старый Оскол.
В 2022 году владельцем компании стал Цгоев Олег Каурбекович.

## Предприятия
- АО «Комбинат Хлебопродуктов Старооскольский» г. Старый Оскол;
- АО «Курский Комбинат Хлебопродуктов» г. Курск[9];
- АО «Городищенский комбинат хлебопродуктов» Волгоградская область, Городищенский р-он[6];
- АО «Пензенский хлебозавод № 2» Пенза[10];
- АО «Пензенский хлебозавод № 4» Пенза[11];
- АО «Знак Хлеба» г. Саратов[12];
- АО «Саратовский хлебокомбинат им. Стружкина» г. Саратов;
- АО «Хлебозавод № 5» г. Волгоград[6];
- АО «Красноармейский хлеб» г. Волгоград[6];
- АО «Хлебопек» г. Смоленск[13];
- АО «Сафоновохлеб» г. Сафоново[13];
- ОАО «Колос» г. Белгород;
- АО «Хлебозавод» г. Алексеевка;
- АО «Переславский хлебозавод» г. Переславль-Залесский[14];
- АО «Кинешемский хлебокомбинат» г. Кинешма[15];
- АО «Выксунский хлеб» г. Выкса[16];
- ООО "ТД «Оскольская Мука» г. Старый Оскол;
- ООО "ТД «Славный Пекарь» г. Пенза.

## Показатели деятельности
За 2023 год прибыль компании составляет — 170 119 000 руб., выручка за 2023 год — 606 834 000 руб.

## Владельцы и управляющий состав
- Управляющий — ИП Андрей Силецкий (по состоянию на 2022 год)[17]
- до 2012 года владельцем компании был Борис Иванишвили[18]
- в 2012 — 2022 гг. владельцем стал инвестфонд Arco International Group[англ.] (США)
- с 2022 году компания перешла под контроль физического лица[17], Цгоева Олега Каурбековича[8]